# Sojusz Demokratyczny (Grecja)
Sojusz Demokratyczny  (gr. Δημοκρατική Συμμαχία, DISY) – grecka centrowa i liberalna partia polityczna, działająca w latach 2010–2012.

## Powstanie
Partia została założona 21 listopada 2010 przez Dorę Bakojani, kilka miesięcy po jej usunięciu z Nowej Demokracji za głosowanie wbrew stanowisku tego ugrupowania. Zjazd założycielski Sojuszu Demokratycznego odbył się 27 maja 2011, zasilił go m.in. europoseł Teodoros Skilakakis. DISY przedstawiło programowe postulaty o charakterze liberalnym, m.in. ograniczania przywilejów związkowych, zmniejszenia liczby urzędników, obniżki podatków i wprowadzenia podatku liniowego.
W wyborach do parlamentu z maja 2012 partia uzyskała 2,55% poparcia i nie przekroczyła progu wyborczego. W obliczu kolejnych przedterminowych wyborów, przewidzianych na czerwiec tego samego roku, sojusz podjął rozmowy koalicyjne z Nową Demokracją. Ostatecznie obie formacje doszły do porozumienia, uzgadniając wspólny start (pod szyldem ND) oraz kwestie zjednoczenia. 21 maja 2012 sojusz zawiesił swoją działalność.